# Phylloxera similans
Phylloxera similans är en insektsart som beskrevs av Duncan 1922. Phylloxera similans ingår i släktet Phylloxera och familjen dvärgbladlöss. Inga underarter finns listade i Catalogue of Life.